# Pero ¿esto qué es?
Pero ¿esto qué es? fue un programa de televisión de España, emitido entre los años 1989 y 1991. Se trataba de un espacio de humor, variedades y actuaciones musicales, dirigido por Hugo Stuven y Mercedes Ibáñez, que se emitía la noche de los viernes o de los lunes en La 1 de TVE.

## Presentadores
En una primera temporada contó con la presentación de Luis Merlo, Beatriz Santana y Pedro Reyes. Se emitió en la noche de los viernes, del 7 de julio de 1989 al 12 de enero de 1990. Su hueco fue llenado por el programa Viva el espectáculo, presentado por Concha Velasco. 
La segunda temporada de Pero ¿esto qué es? comenzó el 5 de marzo de 1990 y fue presentada por la modelo mexicana Jacqueline de la Vega y el actor cómico Guillermo Montesinos. El programa pasó a emitirse en la noche de los lunes y tocó a su fin en julio de 1990.
La tercera temporada del programa comenzó el 21 de septiembre de 1990. Se mantuvo como presentadora Jacqueline de la Vega y se le unieron el actor venezolano Carlos Mata y la actriz Elisa Matilla. El espacio se programó de nuevo en la noche de los viernes y permaneció en antena hasta febrero de 1991, cediendo nuevamente su lugar a Viva el espectáculo.
En las tres temporadas, el programa tuvo como mascota a una conejita de dibujos animados llamada Vicky, a la que ponía voz la actriz Celia Ballester. Este dibujo animado interactuaba con los presentadores y con los artistas invitados.

## Secciones
Entre las secciones fijas, se encontraba una pequeña comedia de situación, Canal Privado, protagonizada por Alfonso Lussón, Paula Sebastián, Elisa Matilla y Julio Escalada. En ella se parodiaba el funcionamiento de las cadenas privadas, aún inexistentes en España. Destaca el personaje del señor Pescaroni, parodia del magnate italiano Silvio Berlusconi.
Otras secciones semanales que pudieron verse a lo largo de la historia del programa fueron El consultorio de la señorita Liberty (con Susi Sánchez), Póngase al día con Fe y Esperanza (con Aurora Redondo y María Isbert), Hogar, cutre hogar (con Pepe Viyuela), El horroróscopo (con Eloy Arenas), Las amistades virtuosas (con Las Virtudes), A los pies del diván (con Godoy), Paridor Nacional (espacio de sátira política con Los Muñegotes, unos guiñoles de gomaespuma que emulaban a políticos españoles) o Maestros del humor (que recuperaba imágenes de cómicos procedentes del archivo de RTVE).
Pero ¿esto qué es? supuso el debut ante las cámaras del dúo cómico Cruz y Raya, integrado por José Mota y Juan Muñoz, al frente de la sección fija La emisora Cruz y Raya, una especie de programa radiofónico al que simulaban invitar a personajes conocidos de la época y cuyas voces no eran más que las imitaciones del dúo. Otros cómicos fijos fueron Los Morancos, Faemino y Cansado, Jordi LP, Ángel Garó, Pepe Rubianes o Santiago Urrialde.
En otra de las secciones, el Test de Lola, un robot con forma de mujer, al que prestaba su voz la locutora Marisa Naranjo, sometía semanalmente a un cuestionario picante a un personaje famoso. Moderaba la entrevista el periodista Manolo Ferreras. Algunos de los entrevistados fueron Jesús Gil, Francisco Umbral, María Teresa Campos, Joaquín Prat, Ángeles Caso o Ágatha Ruiz de la Prada.
También el disc jockey Nacho Dogan tuvo su propia sección durante la primera temporada del programa. Su prematura muerte impidió su continuidad en el programa.

## Artistas invitados
Entre los numerosos artistas nacionales e internacionales que desfilaron por el plató, cabe mencionar a Pet Shop Boys, Phil Collins, Paul McCartney, Liza Minnelli, Janet Jackson, The Pretenders, Mecano, Sinitta, Kool & The Gang, Whitney Houston, Rubén Blades, Hombres G, Objetivo Birmania, Gloria Estefan, La Unión, Billy Joel, Duncan Dhu, Marujita Díaz, Miguel Gila, Raphael, The Christians, Héroes del Silencio o El Último de la Fila.